# Elio Romani
Elio Romani (Reggio Emilia, 30 giugno 1920 – Lecco, settembre 1999) è stato uno scacchista italiano.

## Attività scacchistica
Si mise in luce nel 1947 arrivando 3º nel campionato di promozione di Parma, e 1º nel 1950. Nel 1951 arrivò 3º nel torneo internazionale di Reggio Emilia, battendo tra gli altri i primi due classificati Czerniak e Herman Steiner.
Fu promosso Maestro nel 1956 dopo il buon risultato nel Campionato italiano di Rovigo. Partecipò poi a molti altri campionati italiani fino al 1971, realizzando quasi sempre oltre il 50% dei punti. Ottenne il miglior piazzamento a Napoli nel 1964, dove si classificò 3º.
Romani giocò con la squadra italiana nelle Olimpiadi di Monaco 1958, L'Avana 1966, Lugano 1968 e Siegen 1970, realizzando il 54,3% dei punti (+21 =9 –17).
Nel 1957 giocò una partita con Michail Tal' a Reggio Emilia in un incontro a squadre amichevole Italia-URSS. Contro un simile avversario il risultato era abbastanza scontato, ma Romani diede filo da torcere al grande campione sovietico.
Negli anni '70 si trasferì a Lecco, dove era comandante della locale sezione della polizia municipale.

## Alcune partite di Elio Romani
- Elio Romani - Moshe Czerniak, Reggio Emilia 1951, partita indiana A49, 1-0, su chessgames.com.
- Elio Romani - Michail Tal', Reggio Emilia 1957, difesa Benoni A64, 0-1, su chessgames.com.
- Elio Romani - Florencio Campomanes, Olimpiadi Monaco 1958, difesa Gruenfeld D96, 1-0, su chessgames.com.
- Elio Romani -Brian Reilly, Olimpiadi Monaco 1958, Semislava D46, 1-0, su chessgames.com.
- Elio Romani - Francisco Benítez, Estindiana var. Sämisch E81, 1-0, su chessgames.com.